# Moltkebrücke
Die Moltkebrücke ist eine Auto- und Fußgängerbrücke mit tragender Stahlkonstruktion auf Steinpfeilern und führt im Berliner Bezirk Mitte über die Spree, die hier zu Moabit gehört.
Die mit rotem Sandstein verblendete Brücke verbindet die über sie verlaufende Willy-Brandt-Straße (bis Januar 1998: Moltkestraße) mit der Straße Alt-Moabit und damit das Regierungs- und Parlamentsviertel im Spreebogen im Ortsteil Tiergarten mit dem Moabiter Werder und dem Hauptbahnhof im Ortsteil Moabit. Unmittelbar an das südwestliche Brückenende schließt das Gelände des Bundeskanzleramtes an.
Die mit reichem Bild- und Skulpturenschmuck versehene Brücke wurde 1886–1891 unter der künstlerischen Leitung von Otto Stahn errichtet. Sie ist benannt nach Helmuth von Moltke, dem Chef des Preußischen Generalstabes von 1857 bis 1888. Der Hauptsitz des Generalstabs befand sich unmittelbar an der Brücke im Alsenviertel. Das im Zweiten Weltkrieg beschädigte Bauwerk wurde 1947 wieder in Betrieb genommen und von 1983 bis 1986 umfassend restauriert und modernisiert.
Die Moltkebrücke steht unter Denkmalschutz.
Eine weitere Moltkebrücke befindet sich im Berliner Ortsteil Lichterfelde.

## Geschichte

### Vorgängerbauten ab Mitte des 19.Jahrhunderts

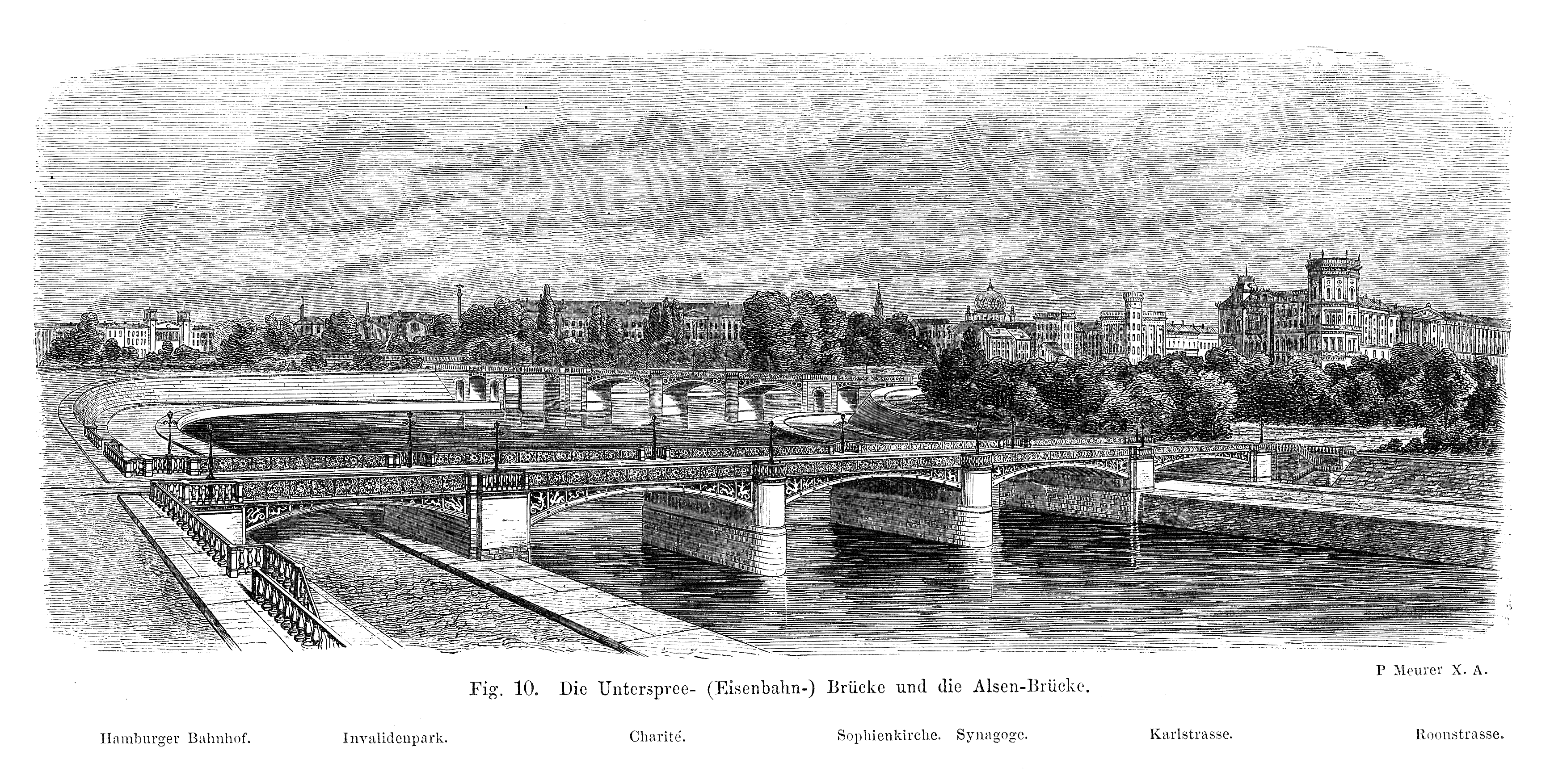
Zweiter Vorgänger: Unterspreebrücke

Die heutige massive Brücke hat zwei Vorgänger.
Seit 1851 stand etwa 70 Meter stromaufwärts eine hölzerne Drehbrücke, die als Unterspree-Brücke bekannt war. Sie war angelegt, um die Verbindungsbahn zwischen dem Hamburger Bahnhof und dem Potsdamer Bahnhof über die Spree führen zu können. Weil die Holzkonstruktion schnell baufällig wurde, ließ die Eisenbahndirektion 1864–1865 südlich davon die erste schmiedeeiserne Dreigelenkbogen-Fachwerkbrücke Deutschlands bauen. Sie diente der Verbindungsbahn und ab dem Jahr 1871 auch dem Straßenverkehr und wies schon bald nach ihrer Eröffnung Verformungen auf, weil die Pfeiler ungenügend fundiert waren. Das Problem verstärkte sich mit dem Ausbau der Bahngleise. Die Brücke war seit 1876 im Besitz der Stadt Berlin, die häufige Ausbesserungen ausführen ließ, doch das statische Problem ließ sich so nicht beseitigen. Nach dem weitgehenden Bedeutungsverlust der Verbindungsbahn wurde die Moltkebrücke deshalb 1884 stillgelegt und ihr Abriss im Zuge der Kanalisierung der Spree beschlossen. Der Abriss erfolgte zwischen Februar und September 1887, teils durch Sprengungen und teils durch manuellen Abbruch der massiven Pfeiler. Die Sprengungen nahm das Eisenbahn-Pionier-Regiment vor.
Die neue Brücke sollte nunmehr aus Stein bestehen und die Breite der heranführenden Moltkestraße (26 m) aufweisen. – Zu Beginn der Abtragungsarbeiten der Eisenkonstruktion musste eine hölzerne Notbrücke den Straßenverkehr über die Spree sichern, die 1886 in Betrieb gehen konnte.
Die eigentlichen Arbeiten für die Moltkebrücke begannen mit einer neuen Pfeilergründung 1886 durch die Firma Philipp Holzmann und dauerten bis zum Sommer 1888. Im Sommer 1889 wurde in einem der neuen Pfeiler ein Urkundenkasten eingemauert. Die Planungen und die Auftragsvergabe für den Brückenüberbau verzögerten sich, weil zugleich zwischen dem preußischen Staat und der Stadt Berlin Verhandlungen über eine Spreeregulierung stattfanden, wodurch sich gegenüber der vorherigen Brücke eine Höhenveränderung ergab. Die Ausschreibung aus sieben Bewerbern für die Sandsteinarbeiten gewann der Steinmetzmeister O. Plöger, der die benötigte Materialmenge zu einem vernünftigen Preis liefern konnte. Es handelte sich um witterungsbeständigen roten Mainsandstein.
Die Brückengewölbe, die Treppen für die Fußgänger (zwei am südlichen Brückenende, eine am nordöstlichen), die Stirnseiten der Brücke und die Geländer waren als Klinkermauerwerk mit Sandsteinverkleidungen geplant. Diese kamen auch als Sockel für die Laternen und für die Postamente des Bildschmucks zur Anwendung. Für die künstlerische Ausgestaltung war – wie bei vielen Brückenbauten der Stadt Berlin – als kommunaler Baubeamter der Architekt Otto Stahn zuständig. Er konzipierte zusammen mit James Hobrecht ein fünfbogiges Korbbogengewölbe mit drei Stromöffnungen (zweimal 16,3 m und einmal 17 m). Den kleineren südlichen Segmentbogen (10,37 Meter lichte Weite) unterquerte ein Uferweg, ein ebenso großer Blendbogen am nördlichen Brückenende schuf die gewünschte Symmetrie. Die neue Brücke schloss im Spreebogen an die 1867 gewidmete Moltkestraße an. Im Generalstabsgebäude im Baublock Königsplatz / Moltkestraße / Herwarthstraße residierte Helmuth von Moltke, der von 1857 bis 1888 Chef des Großen Generalstabs war. Die Moltkestraße bildete den westlichen Abschluss des vornehmen Alsenviertels, das sich (auf dem Gelände des heutigen Spreebogenparks) bis zum Reichstag erstreckte. Neben dem Lehrter Bahnhof nördlich der Brücke wurde 1892 das Marine-Panorama errichtet, ein runder Bau mit Glaskuppel, in dem 1899 das Deutsche Kolonialmuseum eröffnet wurde.

### Beschreibung der roten Steinbrücke, die in den 1940er Jahren starke Kriegsschäden erleidet

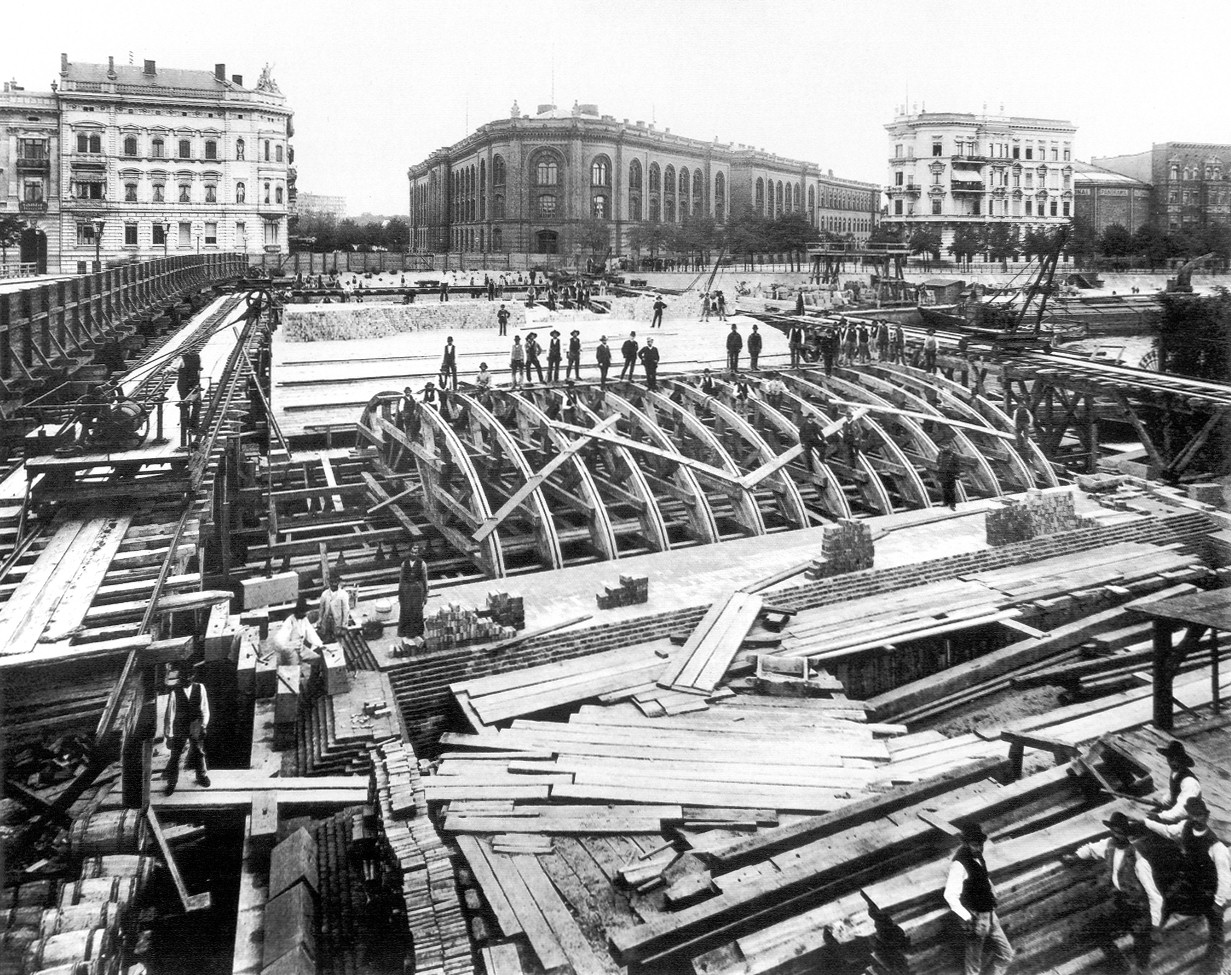
Bau der Moltkebrücke, 1889

Die Fertigstellung der Moltkebrücke war für den 1. Mai 1891 geplant, was mit der Eröffnung der Berliner Kunstasstellung zusammenfallen sollte. Wegen des plötzlichen Todes von Moltke erfolgte aber die inoffizielle Einweihung des Bauwerks bereits am 28. April 1891 bei der Überführung des Sarges von Moltke vom Generalstabsgebäude zum Lehrter Bahnhof. Die Berliner Volks-Zeitung beschrieb die dem Anlass gemäß festlich geschmückte Brücke so:

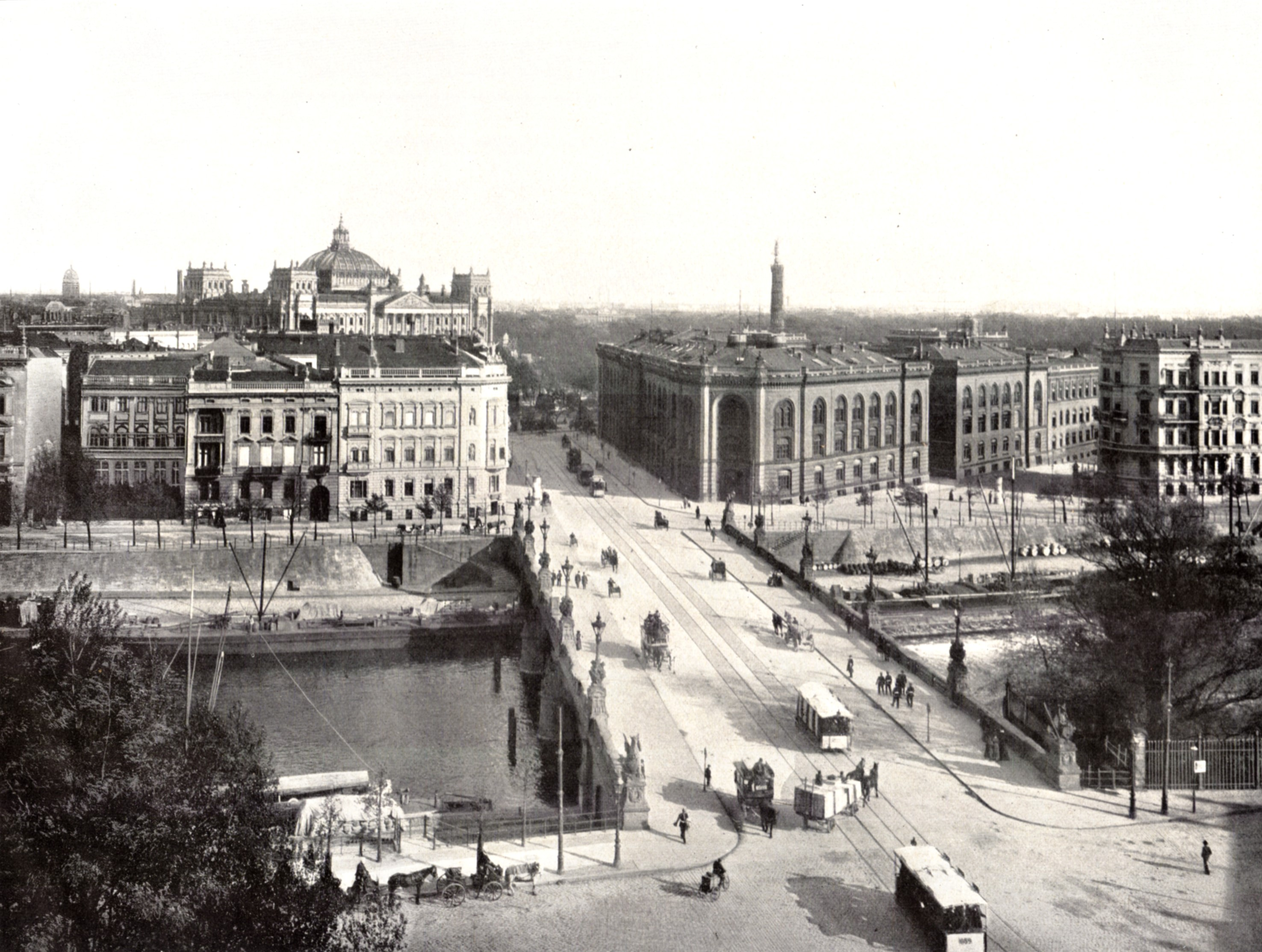
Blick aus Richtung Lehrter Bahnhof über die Brücke auf das Generalstabsgebäude (rechts; im Hintergrund die noch auf dem Königsplatz stehende Siegessäule und die Kuppel des Reichstagsgebäudes), 1900

„Der Bretterzaun, welcher bisher den Fahrdamm der neuen Moltke-Brücke den Blicken der Passanten verhüllt hatte, fiel unter der Axt des Zimmermanns und das herrliche monumentale Kunstwerk präsentirte sich zum ersten Mal den staunenden Blicken des Publikums. […] Besonders schön präsentirt sich die Moltkebrücke. Die vier in roten Sandstein gemeißelten Greise, die, das Moltkesche Wappen haltend, die Brüstungen der Brücke flankiren, sind mit Flor und Guirlanden umhüllt, ebenso die herrlichen jungen Kriegergestalten, welche sich um die Säulen der Kandelaber gruppiren. Das den Brückenbogen zierende Medaillonbild Moltke´s umrahmt ein schöner, mit weißen Blumen durchflochtener Kranz, vom Medaillon aus ziehen sich Laubgewinde die Bogen entlang.“

Die Sandsteinverkleidungen wurden mit Puzzolan aus der Viktoria-Fabrik in Thale befestigt, wodurch der sonst gebräuchliche Portlandzement nicht zum Einsatz kam, der häufig zu Ausbrüchen des Steins führte. Vor der endgültigen Fertigstellung der Steinbrücke war die Notbrücke abzutragen, um die Treppenanlagen aufbauen zu können. Für die Anbindung an die Straße waren neue Bürgersteige mit Granit-Bordsteinen einzurichten, die aus Bayern geliefert und vom Hofsteinmetzmeister Metzing vorgenommen wurden. In den Folgemonaten nach der Eröffnung wurden noch die Uferanschlüsse hergestellt. Insgesamt kostete der Brückenneubau 1,2 Millionen Mark (kaufkraftbereinigt in heutiger Währung: rund 9,7 Millionen Euro), so wie vorab geplant.
Während des Zweiten Weltkriegs wurde die Moltkebrücke stark in Mitleidenschaft genommen. Im Jahr 1942 wurden bronzene Schmuckelemente der Brücke und der auf ihr angebrachten Laternen zu Kriegszwecken abgebaut und eingeschmolzen. In den letzten Tagen der Schlacht um Berlin erlangte die Brücke strategische Bedeutung, als Einheiten der Roten Armee von Moabit aus den Angriff auf das Reichstagsgebäude führten. Es kam zu verlustreichen Kämpfen, in deren Verlauf der südliche Brückenbogen gesprengt und Brüstungen und Bildwerk schwer beschädigt wurden.

### Notreparaturen und ein eventueller Abriss
Das notdürftig reparierte Bauwerk konnte bereits 1947 seine Funktion wieder aufnehmen. Ein aus minderwertigem Beton hergestelltes Bauteil ersetzte nun den südlichen Brückenbogen. Anstelle der Sandsteinbrüstungen waren Ziegelmauern errichtet worden. Noch 1958 wurde ein Bomben-Blindgänger aus dem Krieg entdeckt, der nach der Entschärfung beseitigt werden konnte.
Ende der 1960er Jahre war wegen immer deutlicher zutagetretender Bauschäden und wegen des geplanten Ausbaus der Stadtautobahn bereits ein Abriss der Brücke geplant. Nur ein Umsteuern in der Verkehrsplanung sorgte dafür, dass sie erhalten blieb.

### Komplette Restaurierung in den 1980er Jahren

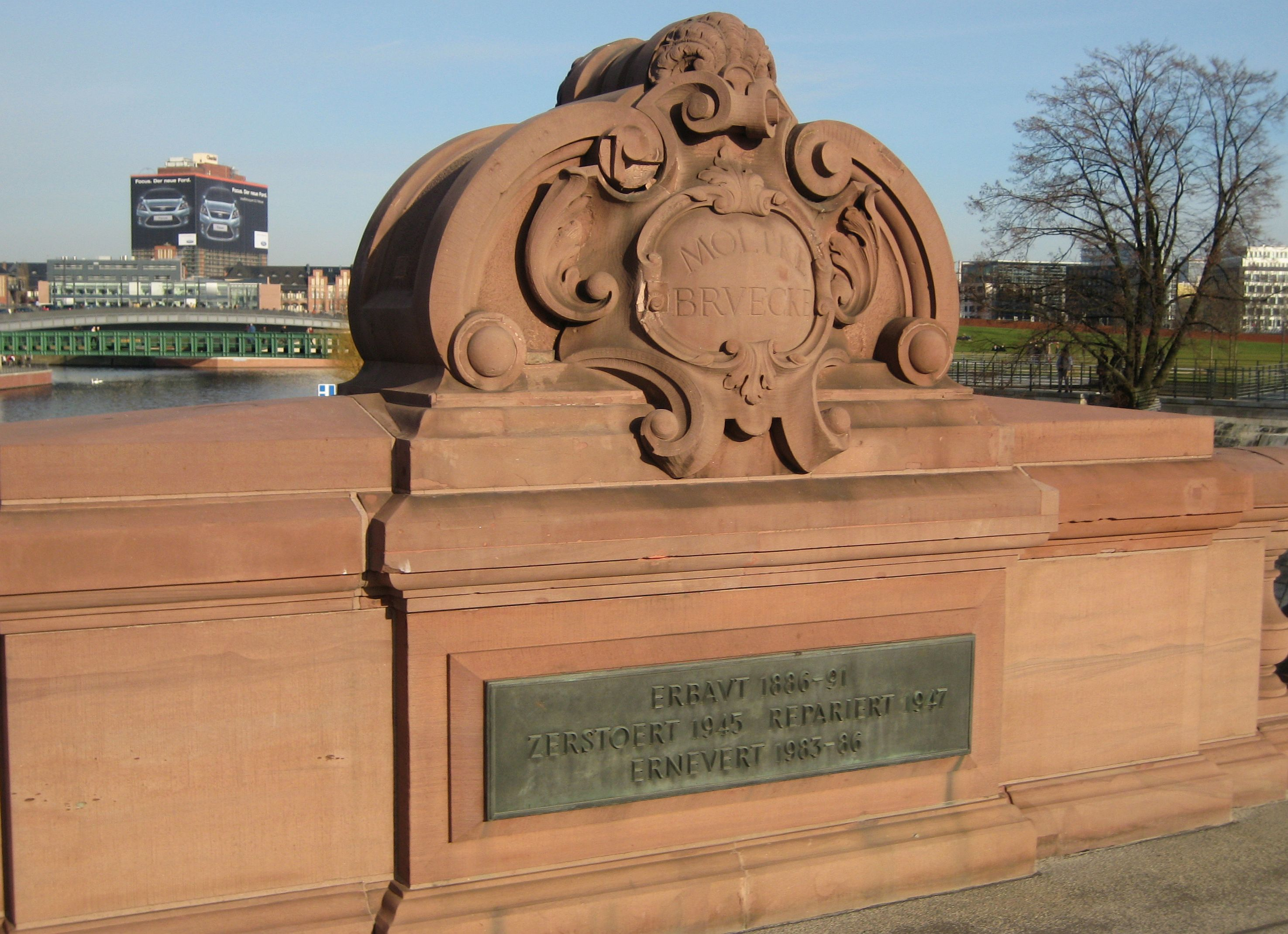
Brüstungsornament mit Namen und Gedenktafel mit Baudaten der Brücke

Eine umfassende Restaurierung fand schließlich in den Jahren 1983 bis 1986 statt. Der südliche Brückenbogen wurde rekonstruiert, der Blendbogen am nördlichen Brückenende durch einen echten Bogen ersetzt, um so die Unterquerung durch einen geplanten Uferweg zu ermöglichen. Man baute eine Stahltragkonstruktion ein, die der gewachsenen Belastung gerecht werden sollte. Die neue Fahrtrasse besitzt einen Unterbau aus Leichtbeton. Repliken von August Jäkel nach Bildvorlagen ersetzten die verlorene Teile des originalen Bild-, Skulpturen- und Laternenschmucks. Erhaltene originale Sandsteinteile wurden bei der Rekonstruktion behutsam in das Ensemble integriert.
Bei den Restaurierungsarbeiten entdeckten die Arbeiter in einem Brückenpfeiler einen 1889 eingemauerten Urkundenkasten mit einer „Zusammenstellung der Hauptsachen beim Bau der Moltkebrücke bis zur Einmauerung des diese Urkunde umschließenden Kastens“. Der Inhalt gab detaillierten Aufschluss über Planung, Vorarbeiten, Kosten und Bau der Brücke sowie über die beteiligten Personen.

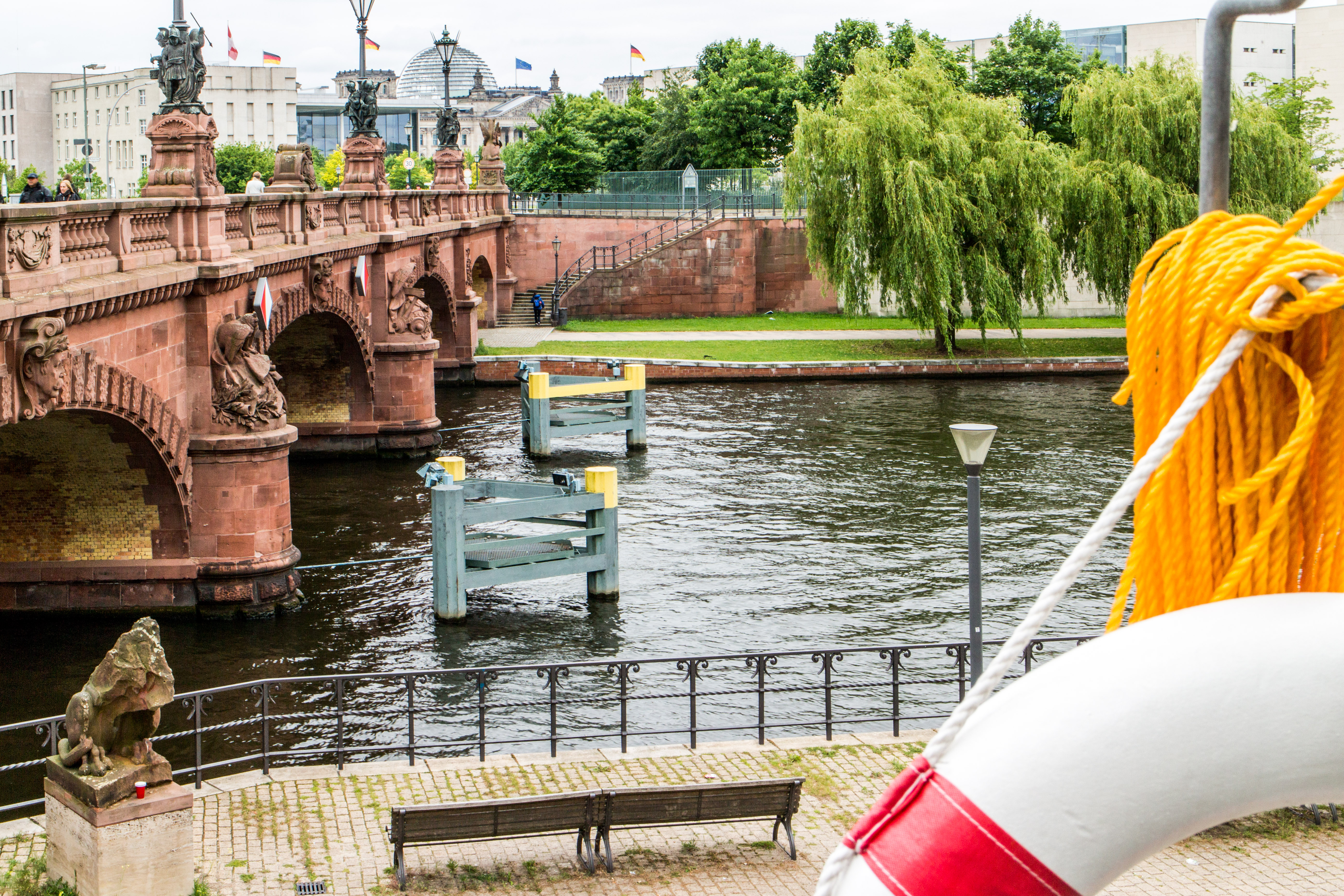
Moltkebrücke, Blick Richtung Reichstagsgebäude, 2014

Heute erinnern in der Mitte der Brüstungen angebrachte Tafeln an die Etappen von Bau, Zerstörung und Rekonstruktion der Moltkebrücke.

## Brückenschmuck

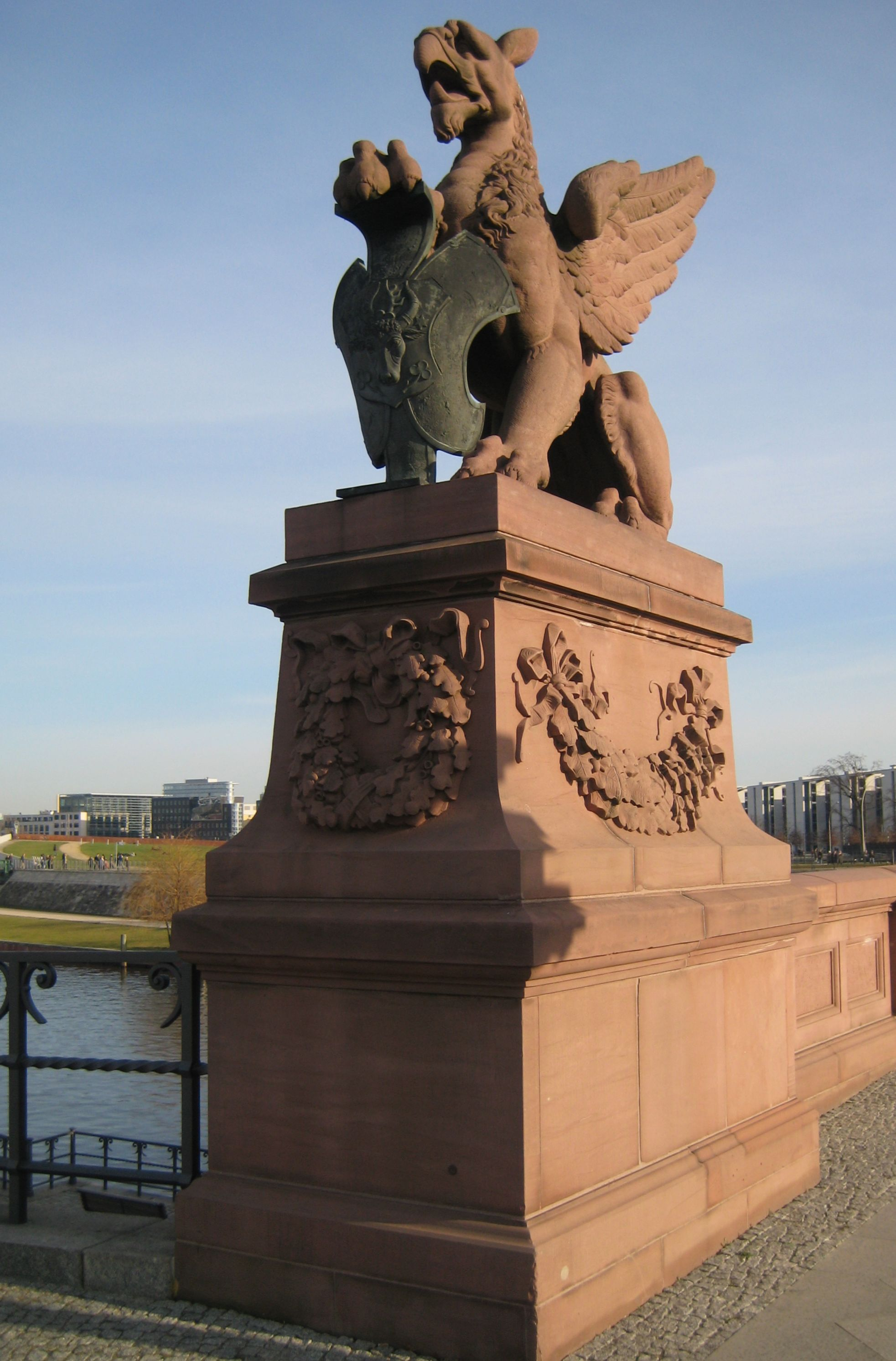
Greifskulptur am nordöstlichen Brückenende mit Parchimer Wappen auf Schild

Der von bedeutenden Künstlern der Wilhelminischen Ära entworfene Bild- und Skulpturenschmuck der Brücke nimmt Bezug auf die militärischen Leistungen von Moltke.
Die Flusspfeiler beidseitig des mittleren Bogens tragen von Johannes Boese stammende Allegorien. Eine über Büchern und Landkarten sitzende Eule steht dabei für die Weisheit des Feldherren und ein sich über Trophäen erhebender preußischer Adler für den unter Moltkes militärischer Verantwortung errungenen Sieg im Deutsch-Französischen Krieg 1870–1871.
Die Schlusssteine der drei Flussbögen tragen von Karl Begas geschaffene, mit Lorbeerkränzen bekrönte Porträtköpfe. Auf dem mittleren Brückenbogen finden sich auf beiden Seiten Porträts von Moltke. Diese werden auf den anschließenden Bögen stromabwärts flankiert von den Köpfen Gebhard Leberecht von Blüchers (links) und Georg von Derfflingers (rechts). Stromaufwärts erscheinen die Köpfe von Caesar und Athene. Die Flankierung durch Feldherren verweist auf die militärische Tradition, in die man Moltke stellte, Athene deutet auf seine Weisheit hin.
Über den ebenfalls von Begas geschaffenen acht Schmuckskulpturen auf den Brückenbalustraden erheben sich Bronzelaternen, deren Schäfte von jeweils drei Kindern mit römischer Soldatenkleidung und -bewaffnung umgeben sind. Diese Kandelaber wurden um 1890 in der Kunstgießerei Lauchhammer hergestellt. An den Sockeln über den Brückenwiderlagern thronen von Carl Piper gestaltete Greife, die kupferne Wappenschilder tragen. Diese zeigen das Familienwappen der Moltkes sowie die Wappen von Preußen, Berlin und Parchim, letzteres die Geburtsstadt von Helmuth von Moltke.
Als Erinnerung an den Zweiten Weltkrieg ist auf einem Sockel am Uferweg an der nordwestlichen Brückenseite einer der zerstörten Original-Greife der Brückenenden wieder aufgestellt worden. Eine Gedenktafel im Brückenbogen beschreibt ihn als „ständige Mahnung zu Frieden und Verständigung“.

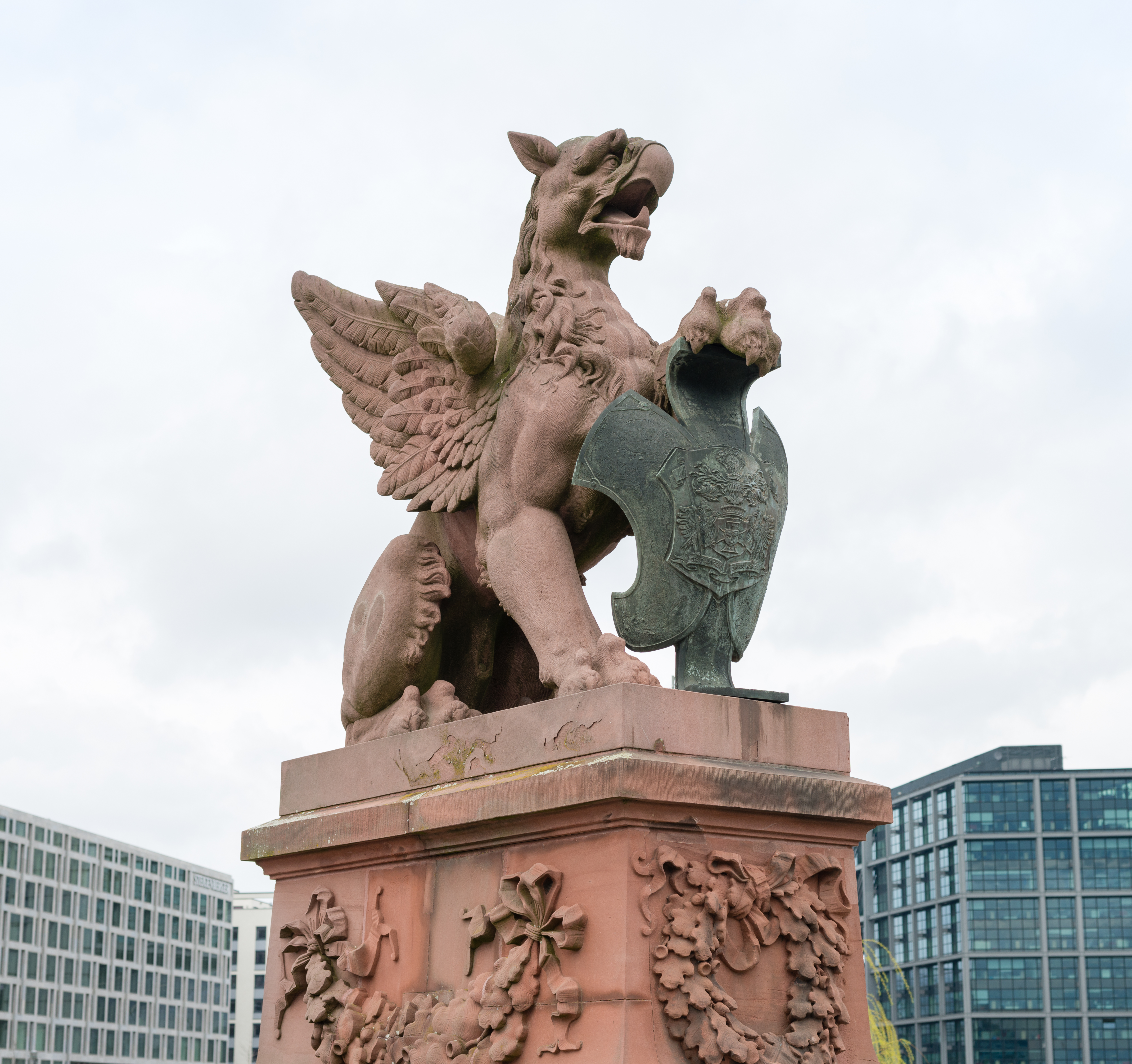
Greif am südöstlichen Brückenende mit Schildinschrift: „Erst wägen, dann wagen“.
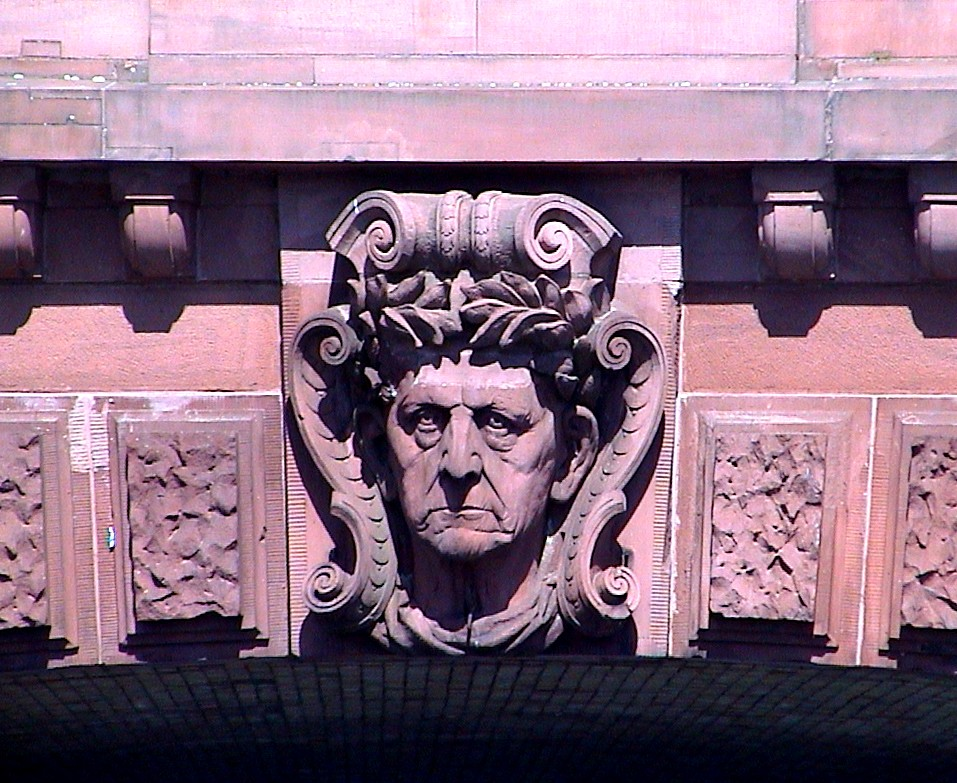
Porträtkopf von Moltke, Schlussstein im mittleren Brückenbogen
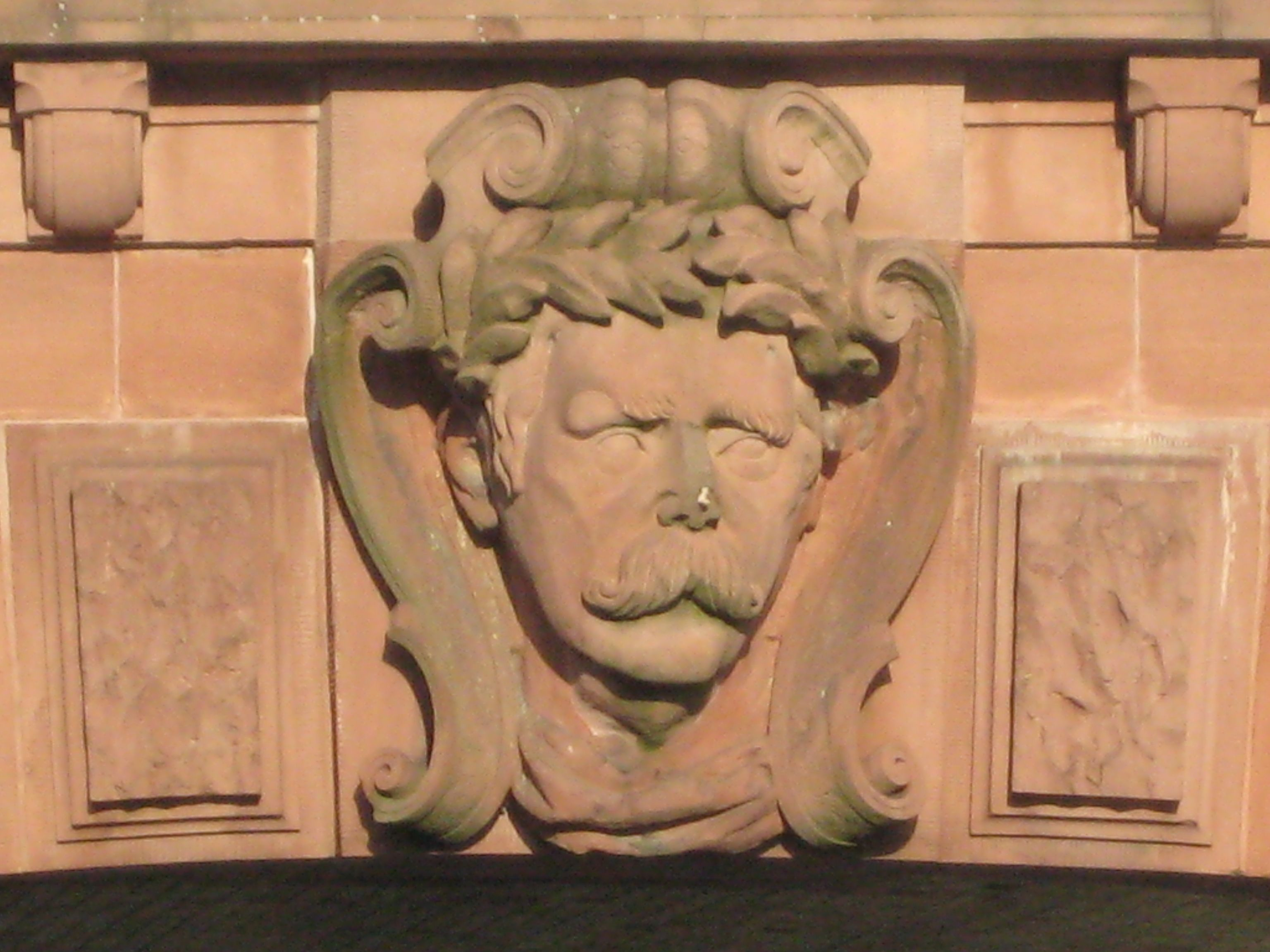
Porträtkopf von Blücher an einem Brückenbogen
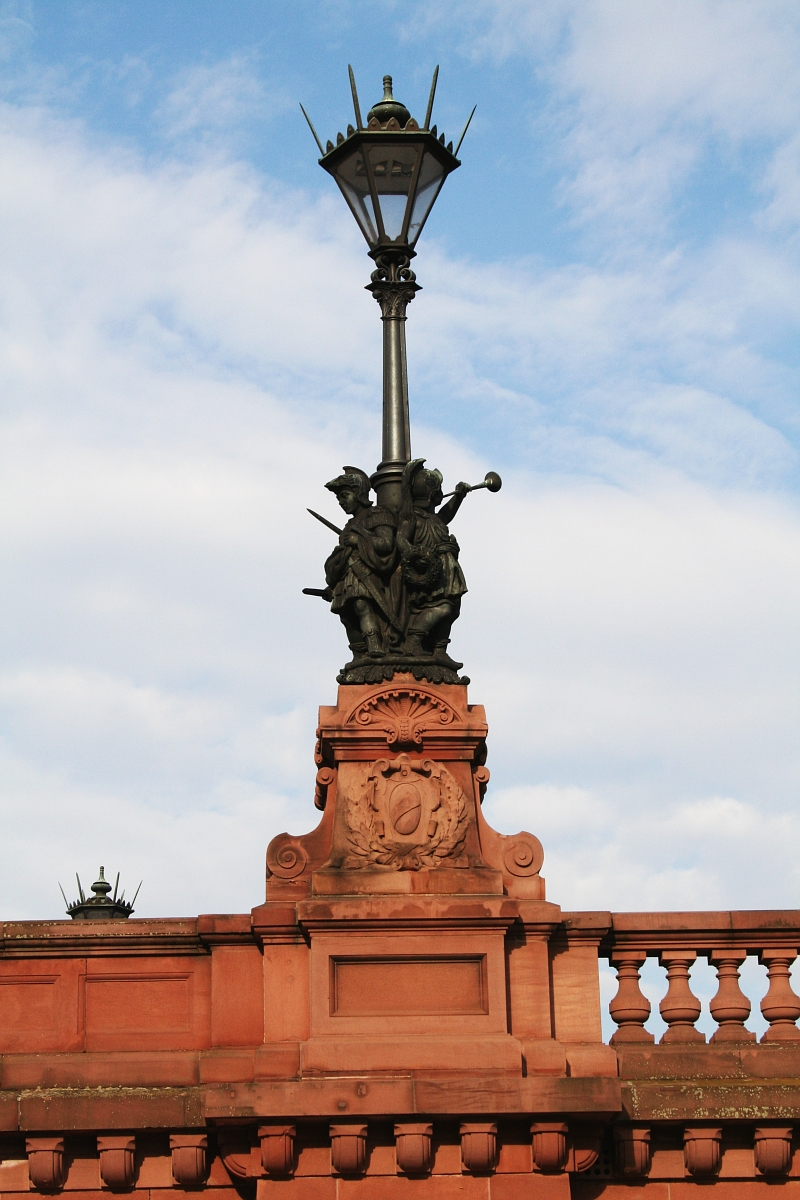
Brückenbalustrade mit Schmucklaterne
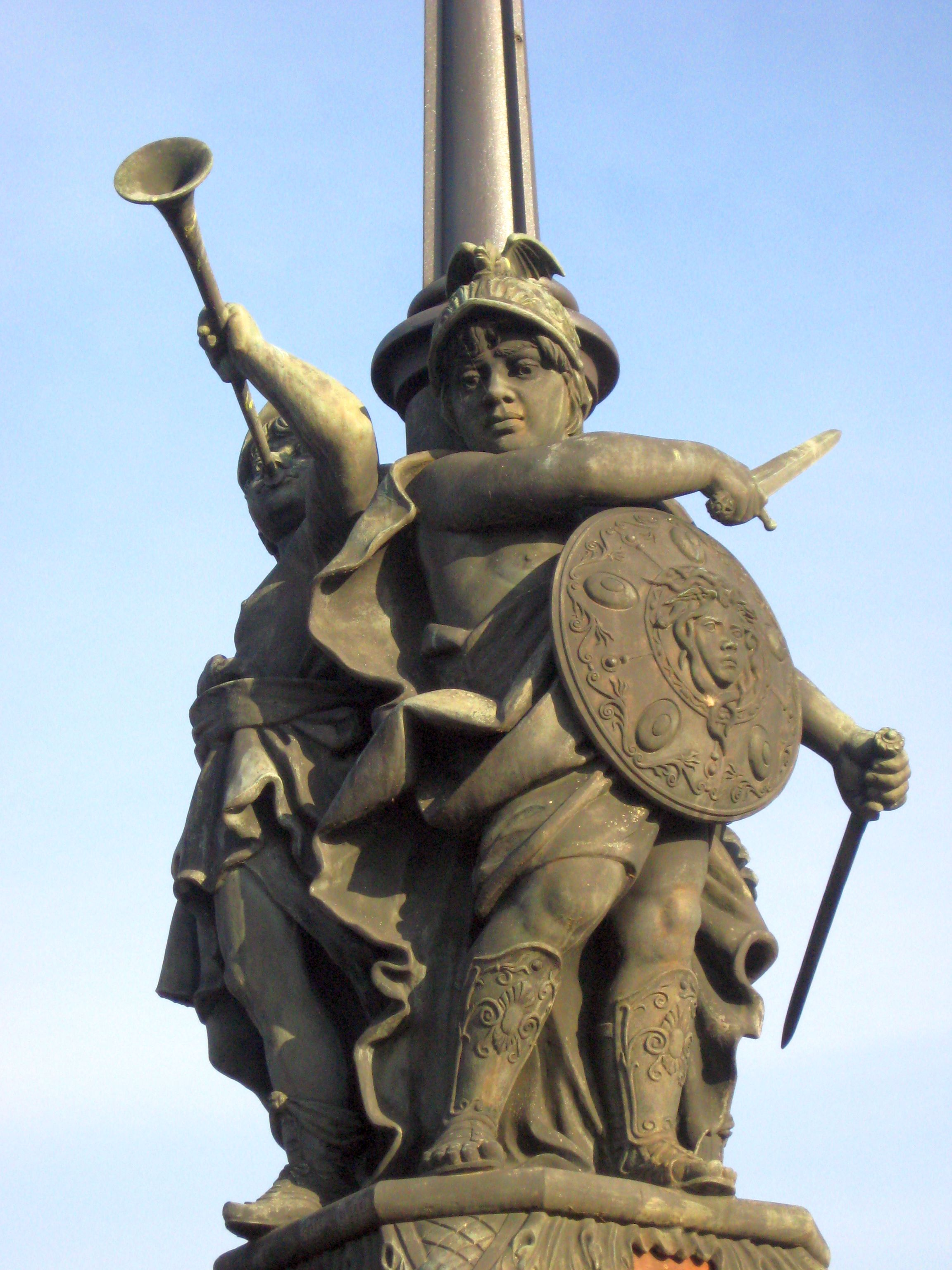
Kinderskulpturen in römischer Soldatenkleidung an Laternenschaft
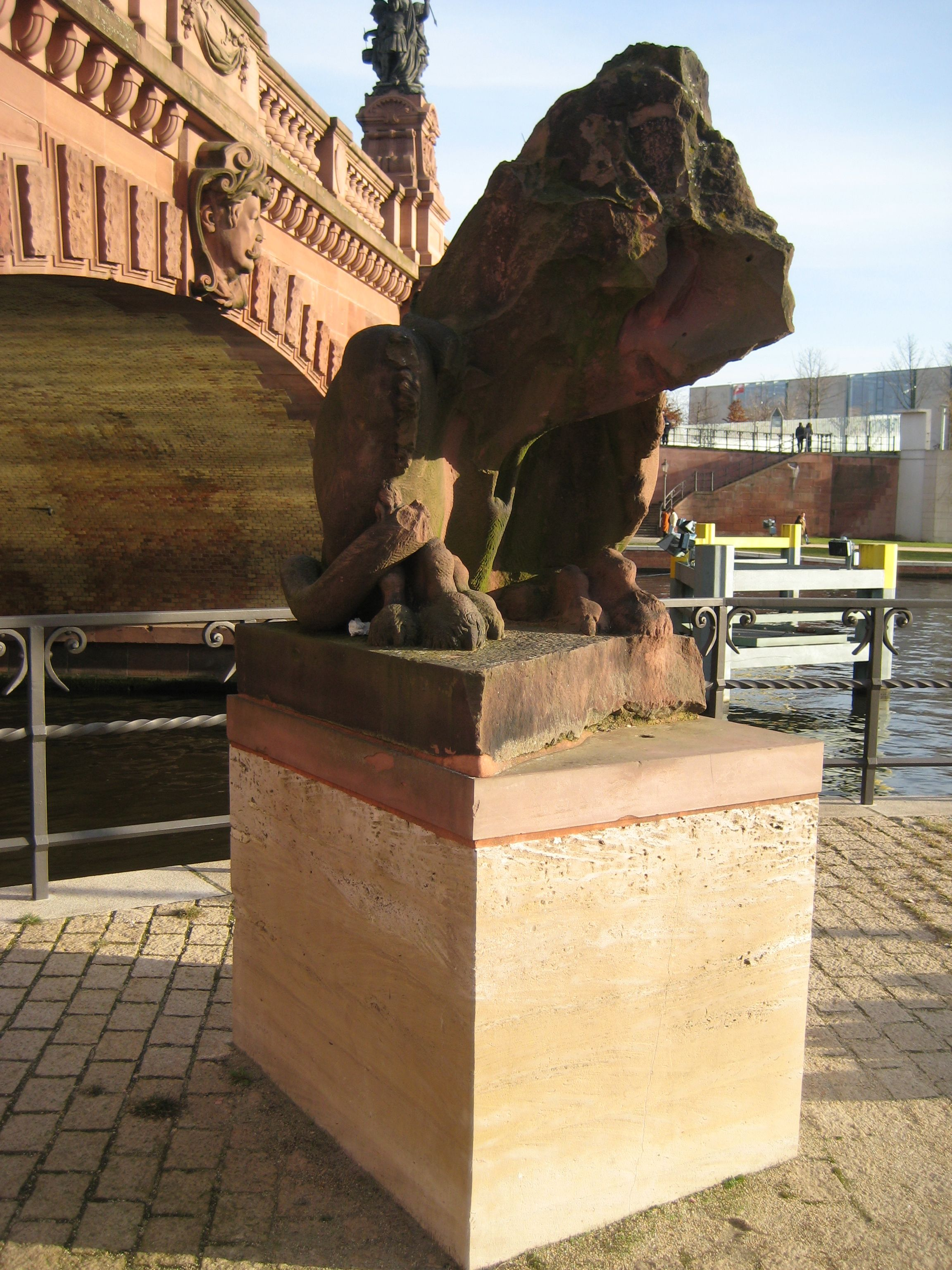
Zerstörte Original-Skulptur eines Greifs am Uferweg der Spree